# Duke Riley
Duke Riley (* 9. August 1994 in Buras, Louisiana) ist ein US-amerikanischer American-Football-Spieler auf der Position des Linebackers. Er spielt für die Washington Commanders in der National Football League (NFL).

## Frühe Jahre
Riley ging in River Ridge, Louisiana auf die Highschool. Später besuchte er die Louisiana State University. Nachdem er hier im College-Football-Team zunächst drei Jahre lang als Backup fungierte, wurde er 2016 zum Starter auf seiner Position ernannt und wurde direkt zum Team-MVP gewählt.

## NFL
Riley wurde im NFL Draft 2017 in der dritten Runde an 75. Stelle von den Atlanta Falcons ausgewählt. Am 11. Mai 2017 unterschrieb er einen Vierjahresvertrag bei den Falcons. Er bestritt sein erstes Saisonspiel direkt am ersten Spieltag gegen die Chicago Bears (Endstand 24:17) von Beginn an. Nach dem zehnten Spieltag der Saison verpasste er vier Spiele auf Grund eines Meniskusrisses.
Am 30. September 2019 gaben die Falcons Riley sowie einen Sechstrunden-Pick im Draft 2020 für den Safety Johnathan Cyprien und einen Siebtrunden-Pick zu den Philadelphia Eagles ab.
Im März 2021 schloss Riley sich den Miami Dolphins an. Nach vier Jahren in Miami nahmen die Washington Commanders Riley im August 2025 unter Vertrag.